# Linz

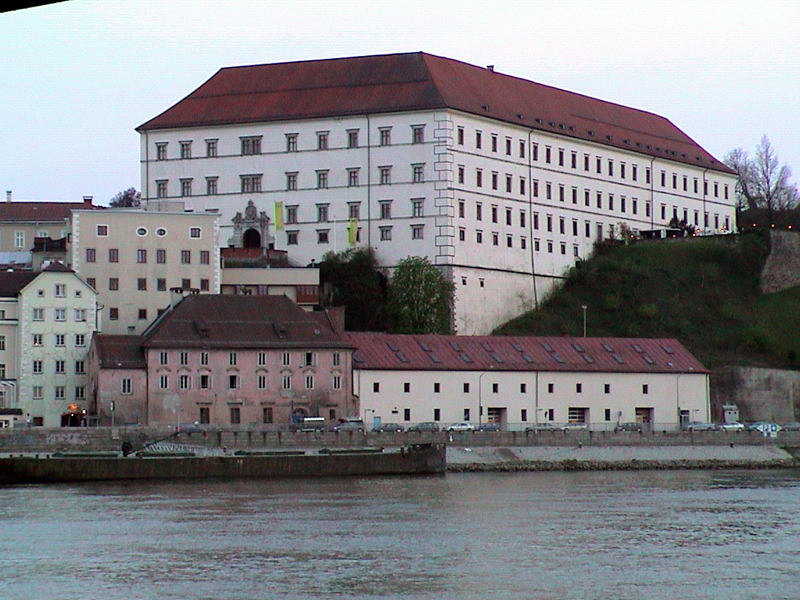
Het Linzer slot en het Salzamt

Linz is een statutaire stad in Oostenrijk, gelegen aan de rivier de Donau en met 212.538 inwoners (2024) na Wenen en Graz, de derde stad van het land. Het is de hoofdstad van de deelstaat Opper-Oostenrijk en een belangrijke industriestad. Het is ook de stad van de wiskundige Johannes Kepler en de componist Anton Bruckner, die er allebei werkten. De universiteit van Linz is naar Kepler genoemd en het conservatorium naar Bruckner. In 2009 was Linz een van de beide culturele hoofdsteden van Europa, naast Vilnius.

## Geschiedenis
De stad werd gesticht door de Romeinen, die het Lentia noemden.
Linz was binnen het Heilige Roomse Rijk een lokale regeringsstad en een belangrijke handelspost. Onder de Habsburgse keizer Frederik III was het korte tijd de belangrijkste stad van het imperium. Het verloor zijn status nochtans na diens dood in 1493.
De wiskundige Johannes Kepler werkte tussen 1612 en 1626 in Linz. Hij ontdekte er begin 1618 zijn derde wet van planeetbewegingen.

### Tweede Wereldoorlog
De stad Linz lijkt een sleutelpositie in te nemen voor en na de Tweede Wereldoorlog. Dicht bij Linz, in de stad Leonding, werden de ouders van Adolf Hitler begraven. Hitler zelf bezocht het Fadingergymnasium in Linz. In Mein Kampf schreef hij over een Joodse jongen die hij op school had leren kennen. Volgens sommige theorieën was dit de filosoof Ludwig Wittgenstein. Hitler vertrok alvorens zijn school af te maken, en ging in plaats daarvan naar een school in Steyr (Opper-Oostenrijk). Op het balkon van het stadhuis van Linz proclameerde Hitler het Grootduitse Rijk, in de periode van de zogenaamde Anschluss van Oostenrijk bij Duitsland. Niet alleen Hitler, maar ook Adolf Eichmann, de architect van de Jodenvervolging, groeide op in Linz. Eichmanns vader woonde er nog na de oorlog. Simon Wiesenthal, die later Eichmann zou opsporen, had er na de oorlog zijn eerste kantoor. Zo ontstond de bijzondere situatie dat Wiesenthal uitkeek op het huis waar Hitler opgroeide en dat hij slechts enkele huizen bij het ouderlijk huis van Eichmann vandaan kantoor hield.
Tijdens de Tweede Wereldoorlog werd Linz belangrijk voor de productie van chemische producten en staal voor de nazi-oorlogsmachine. Veel van deze fabrieken waren ontmanteld in het kort tevoren verworven Tsjecho-Slowakije en werden hier opnieuw samengebracht. Het kamp Mauthausen-Gusen, het laatste nazi-concentratiekamp waar ook Wiesenthal gevangen zat, stond dicht bij Linz. Hitler had uitgebreide architectonische plannen met Linz, waaronder een kunstmuseum⁣, maar alleen de Nibelungenbrug over de Donau is hiervan gerealiseerd.
Tegenwoordig is Linz niet alleen een industriële stad, maar ook een belangrijke stad van kunst en cultuur en een universiteitsstad.

## Klimaat
| Maand                  | jan  | feb  | mrt | apr  | mei  | jun  | jul  | aug  | sep  | okt  | nov | dec  | Jaar |
| ---------------------- | ---- | ---- | --- | ---- | ---- | ---- | ---- | ---- | ---- | ---- | --- | ---- | ---- |
| Gemiddeld maximum (°C) | 2,0  | 4,3  | 9,9 | 14,6 | 20,4 | 22,7 | 24,8 | 24,5 | 19,7 | 14,1 | 6,6 | 3,1  | 13,9 |
| Gemiddeld minimum (°C) | −2,8 | −1,7 | 1,7 | 5,1  | 9,8  | 12,6 | 14,4 | 14,2 | 10,7 | 6,3  | 1,7 | −1,2 | 5,9  |
|                        |      |      |     |      |      |      |      |      |      |      |     |      |      |
| Neerslag (mm)          | 60   | 48   | 64  | 64   | 71   | 91   | 107  | 84   | 63   | 52   | 62  | 66   | 832  |
| Bron: WeerOpReis.com   |      |      |     |      |      |      |      |      |      |      |     |      |      |

## Economie
Linz is nog een industriestad. Voestalpine, eerder een grote staalfabriek (die als Hermann Göring Werke tijdens de Tweede Wereldoorlog werd opgericht en beroemd werd vanwege de procedure van LD (Linz-Donawitz) voor de productie van staal) en Chemie Linz maakten Linz een van belangrijkste economische centra van Oostenrijk. De stad heeft een positie in de tabaksindustrie.

## Vervoer
Het stadsvervoerbedrijf Linz Linien exploiteert vier tramlijnen, verschillende trolleybuslijnen en vele stadsbuslijnen. Het centraal station verbindt Linz met andere steden en andere landen via langeafstandstreinen. Linz heeft ook een luchthaven.

## Universiteiten
- Johannes Kepler Universiteit Linz (JKU) ligt in het noordoosten van Linz en herbergt faculteiten rechten, economie, sociale wetenschappen, geneeskunde, techniek en wetenschappen. Ongeveer 24.000 studenten ingeschreven (2024)[4]
- Linz Universiteit voor Kunst en Design
- Fachhochschule Opper-Oostenrijk, Campus Linz
- Anton Bruckner particuliere universiteit voor muziek, theater en dans
- Hogeschool van Opper-Oostenrijk
- Hogeschool van het bisdom Linz
- Particuliere Katholieke Universiteit Linz
- LIMAK Oostenrijkse Business School
- KMU Akademie AG (Middlesex Universiteit, Londen)

## Sport
LASK is een professionele voetbalclub uit Linz en speelt haar wedstrijden in de Raiffeisen Arena. De club werd in 1965 Oostenrijks landskampioen. FC Blau-Weiß Linz is een andere profvoetbalclub uit de stad en speelt in het Donauparkstadion. Daarvoor speelden beide clubs in het inmiddels afgebroken Linzerstadion.
In 2010 was Linz een van de vijf speelsteden tijdens het EK handbal (mannen).

## Partnersteden
- České Budějovice (Tsjechië), sinds 1987
- Chengdu (China), sinds 1983
- Tampere, (Finland)

## Geboren
- Romanus Weichlein (1652-1706), componist en priester
- Maria Anna van Oostenrijk (1683-1754), koningin van Portugal
- Richard Tauber (1891-1948), tenor
- Erich Linemayr (1933), voetbalscheidsrechter
- Gilla (1950), zangeres
- Klaus Lindenberger (1957), voetballer
- Manfred Schüttengruber (1960), voetbalscheidsrechter
- Sophie Rois (1961), actrice
- Manuel Schüttengruber (1983), voetbalscheidsrechter
- Cesár Sampson (1983), zanger
- Florian Klein (1986), voetballer
- Riccardo Zoidl (1988), wielrenner
- Heinz Lindner (1990), voetballer
- Michael Hayböck (1991), schansspringer
- Gernot Trauner (1992), voetballer
- Mateo Kovačić (1994), Kroatisch voetballer

## Galerij

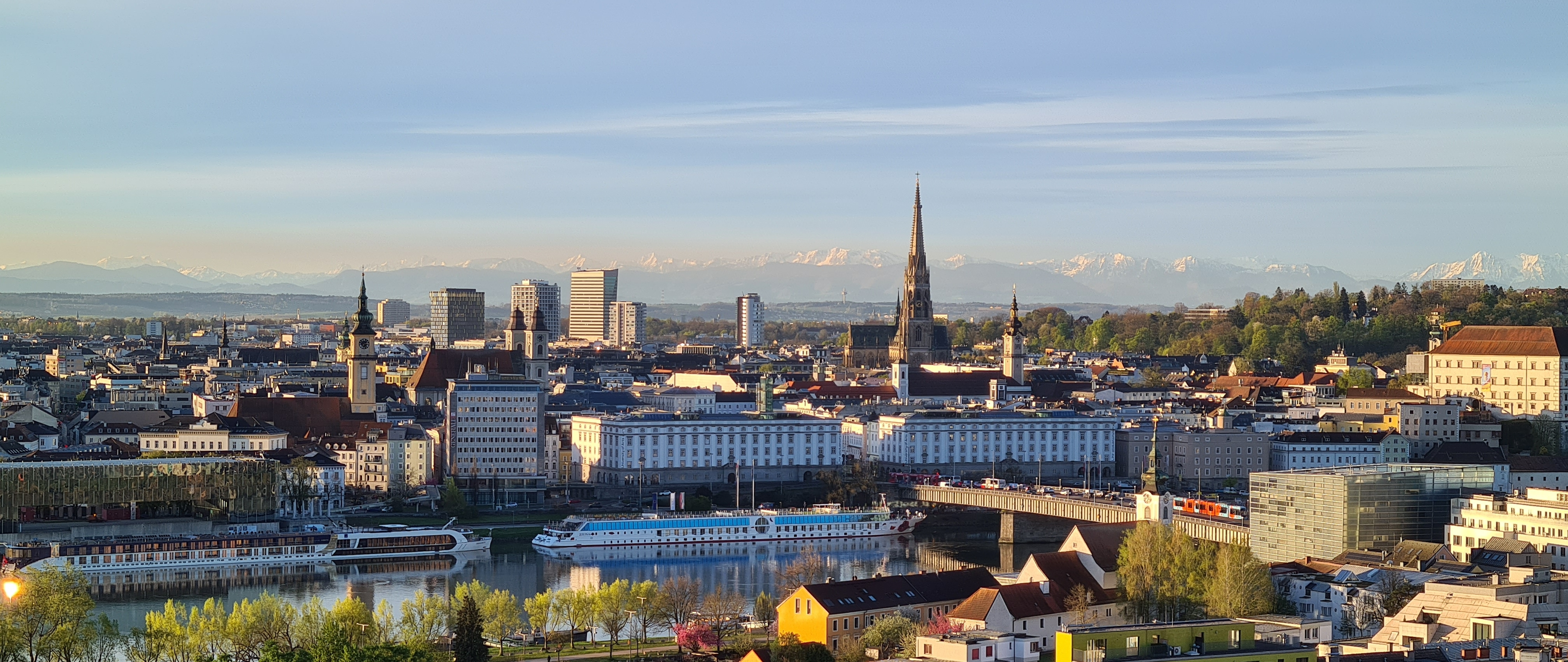
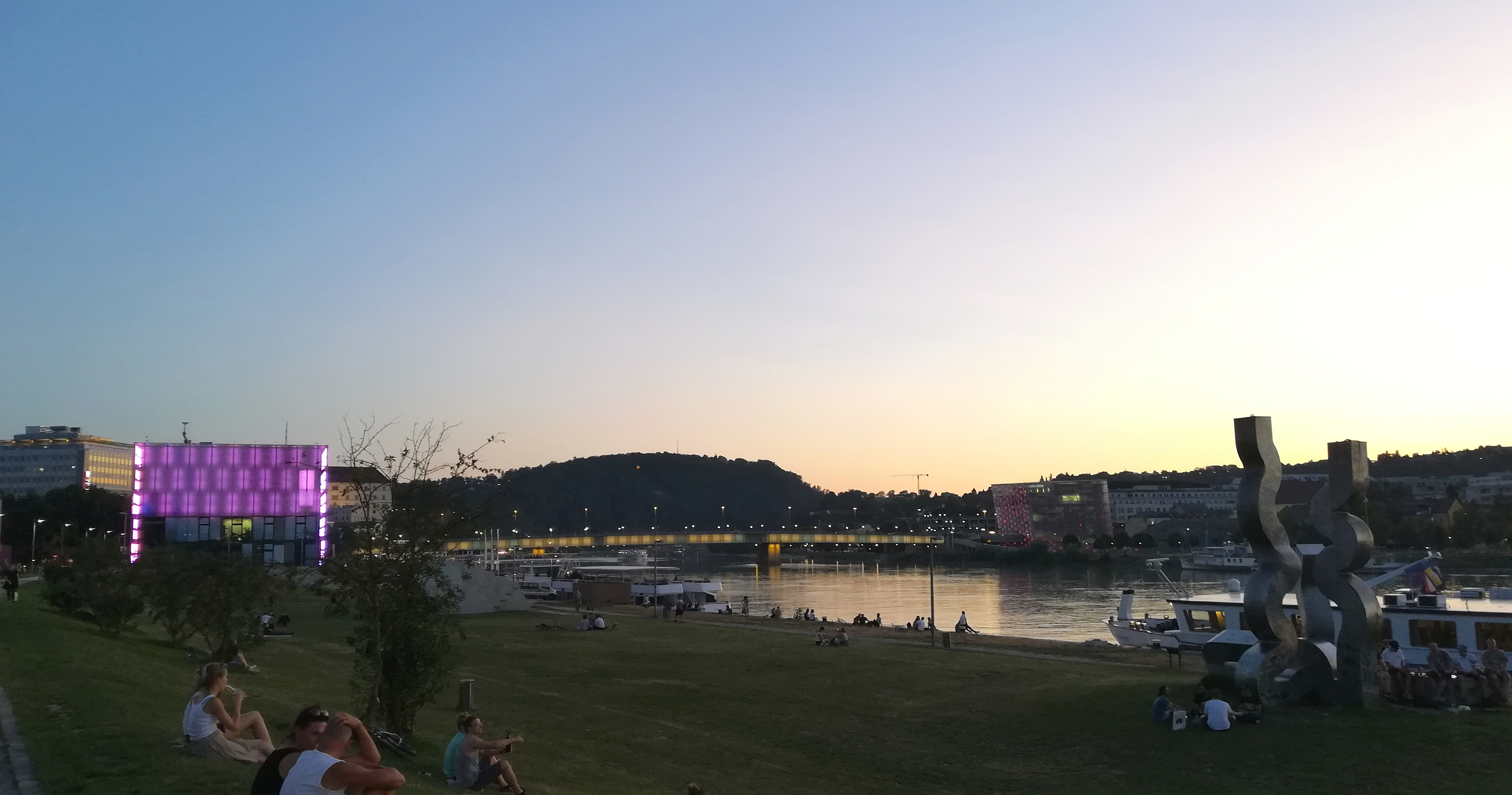
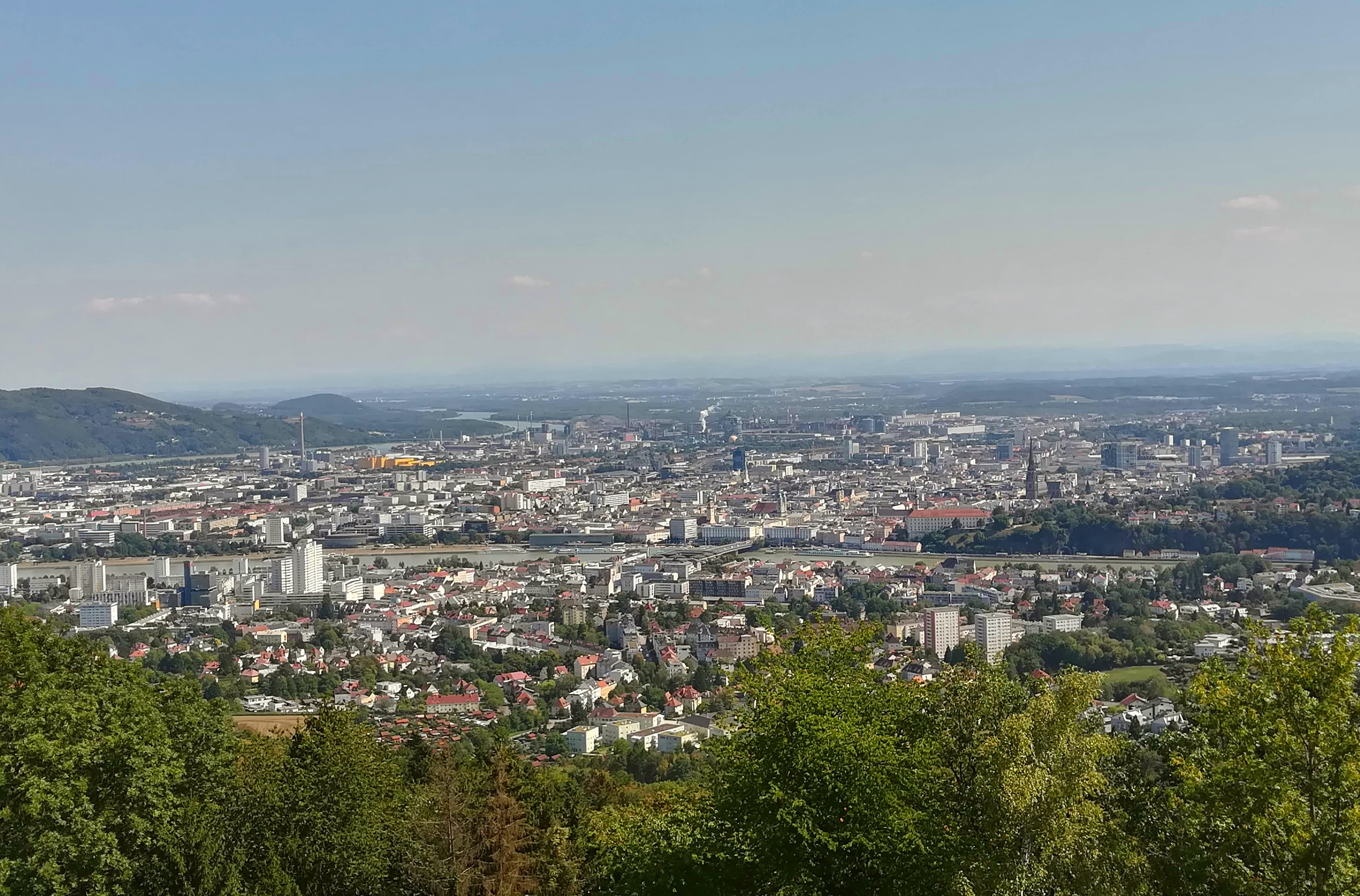
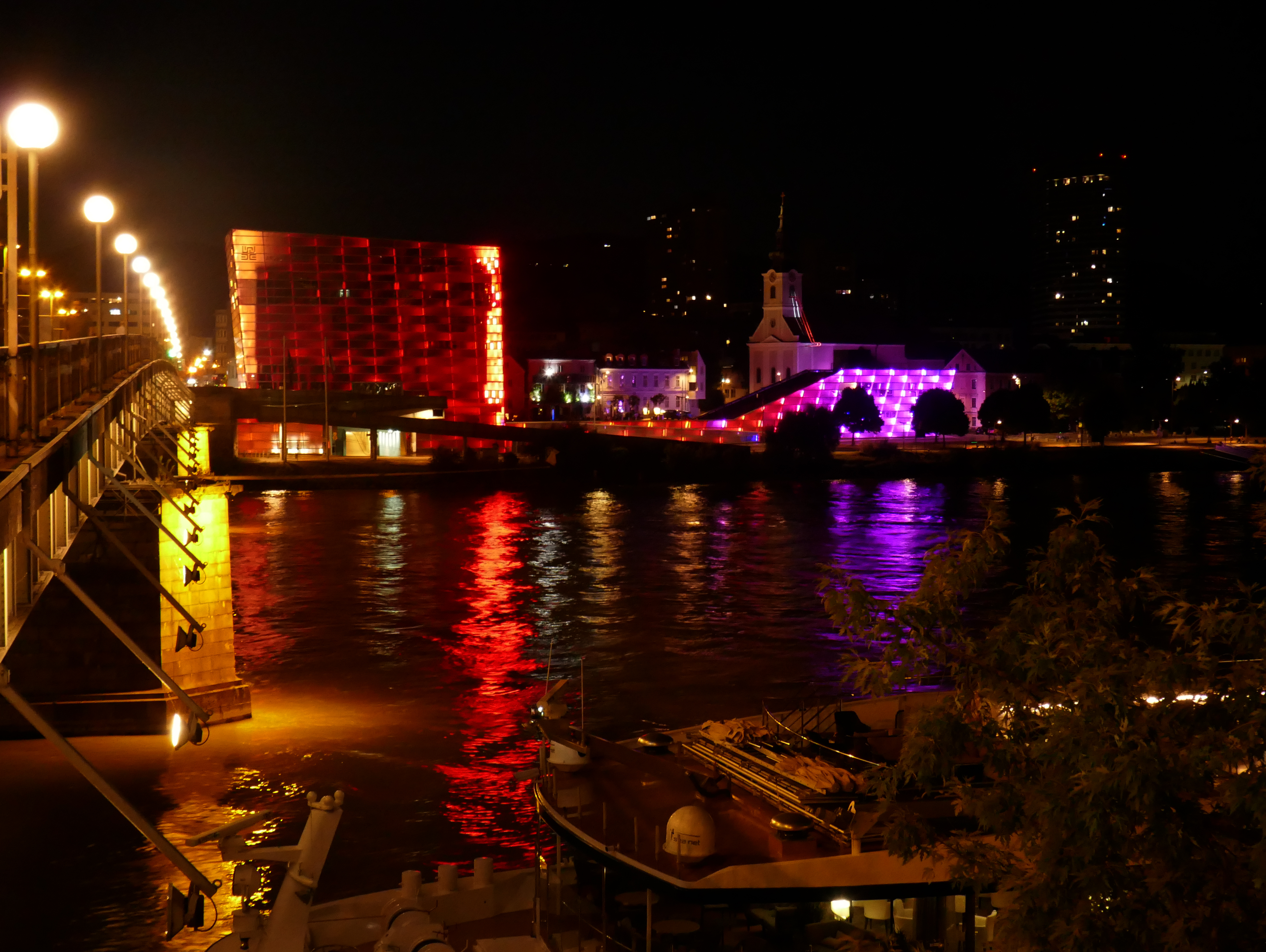
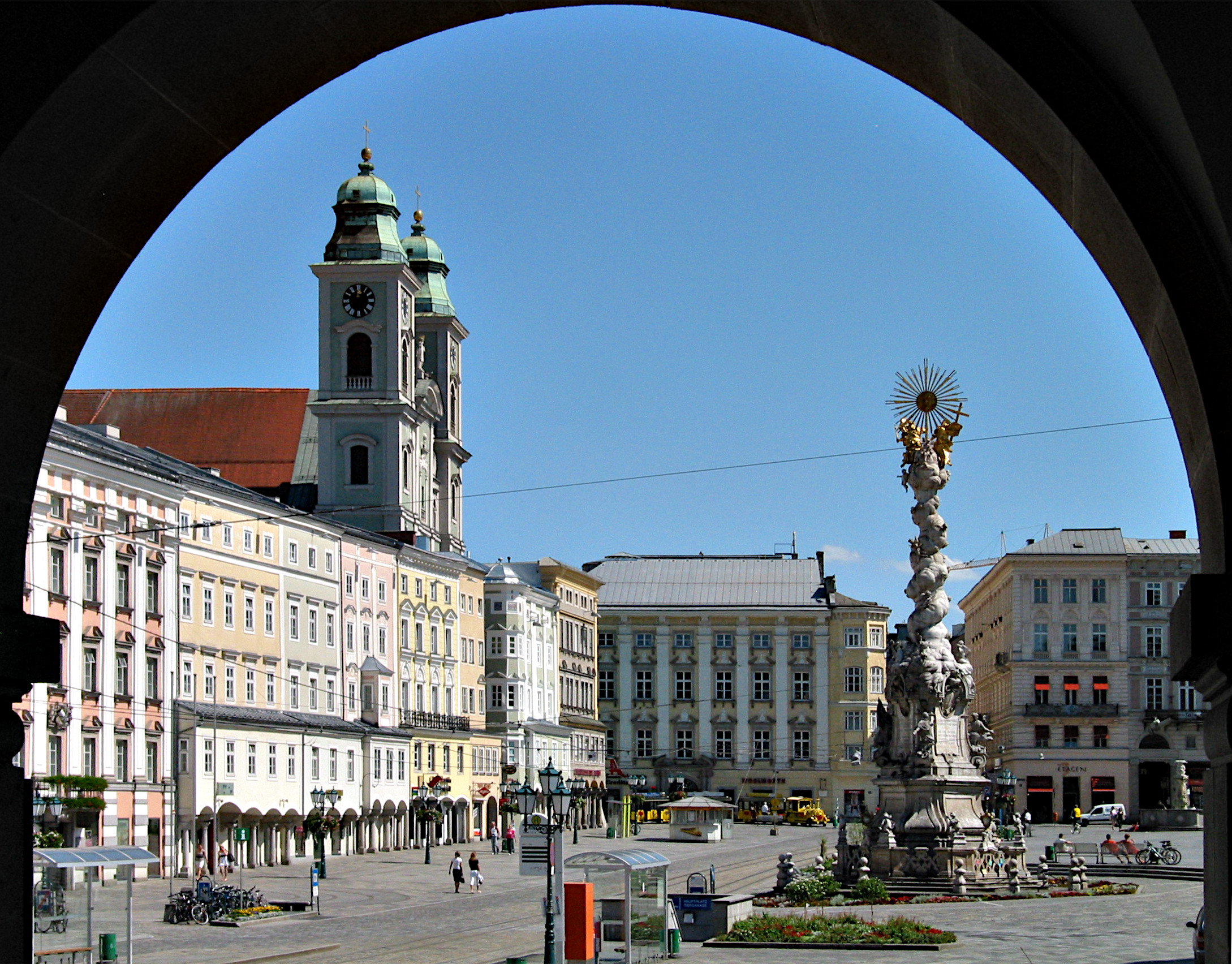
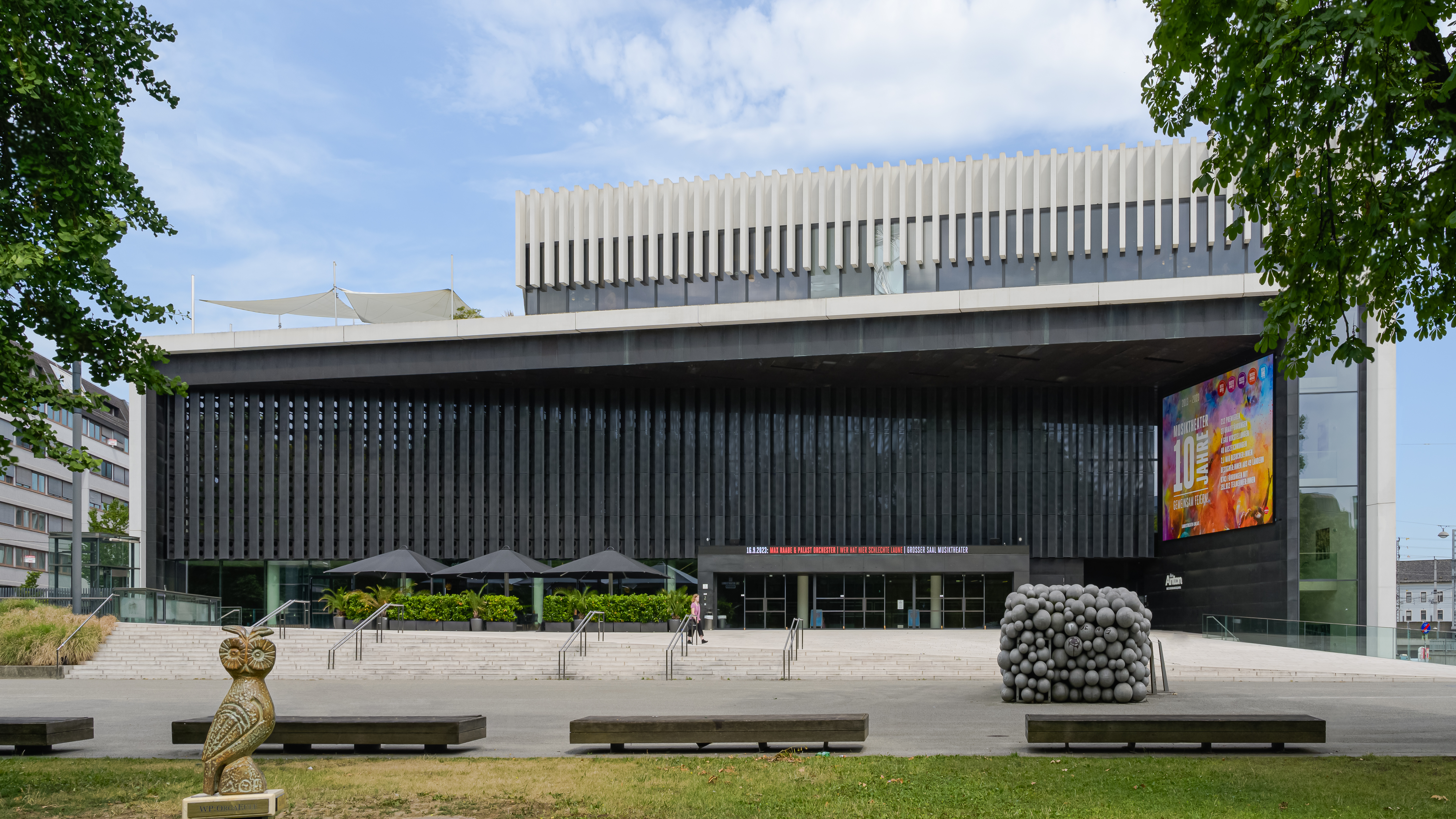